# Flynt (rappeur)
 (janvier 2022).
Flynt, de son vrai nom Julien Vuidard, né en 1977, est auteur-interprète, rappeur et producteur français. Il publie son premier album, J'éclaire ma ville, en 2007. L'album est bien accueilli par la presse spécialisée, et se classe 120e des ventes en France. En 2011, il crée son propre label OFFSIDERZ sur lequel il sortira toutes ses futures productions. En 2012, il revient avec un deuxième album intitulé Itinéraire bis. En 2018 sort son troisième album Ca va bien s'passer. Son 4ème album "Monsieur Julien" sort le 7 février 2025.

## Biographie

### Jeunesse et débuts

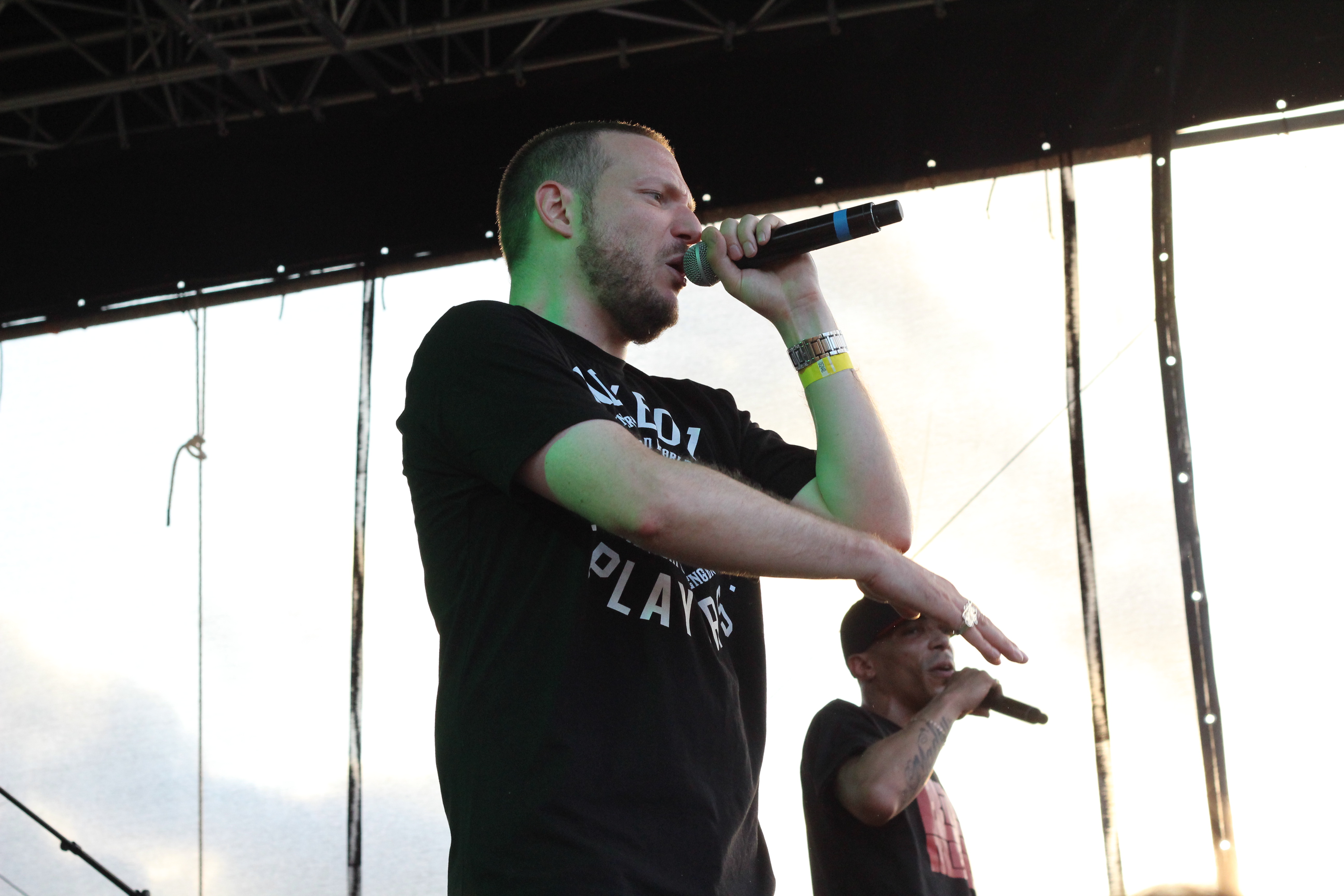
Flynt (gauche) et Nasme (droite), Live à LaPlage de GlazArt, en 2013.

Flynt est originaire du 18e arrondissement de Paris. Il est diplômé de l’Université de Paris-III. Il commence à s'intéresser au hip-hop au début des années 1990, et à écrire ses textes aux alentours de 1995-1996. Il enregistre son premier couplet en studio en 1999, deux ou trois ans après avoir commencé à écrire.
Il se lance initialement dans la production d'une compilation intitulée Explicit Dixhuit, la réunion des MC’s du 18e arrondissement,. Selon lui, le public le découvre avec son « premier véritable titre en solo », Le choc frontal, produit par Drixxxé.
Entre 2004 et 2006, Flynt publie trois maxis intitulés Fidèle à son contexte, Comme sur un playground et 1 pour la plume,. À la publication de Comme sur un playground, Flynt entame l'écriture de son premier album. Flynt explique avoir mis deux ans à l'écrire et un an à l'enregistrer.
À l'initiative d'une association de son quartier, il réalise également, en partenariat avec notamment l'UNICEF et Amnesty International, la compilation caritative No child soldiers destinée à sensibiliser l'opinion sur la situation des enfants soldats,. Sortie le 5 mai 2006, elle réunit, entre autres, les artistes Alpha Blondy, Tété, Corneille, Salif Keïta, Youssou N'Dour et Bibie.

### J'éclaire ma ville
Il publie donc son premier album studio, J'éclaire ma ville, le 28 mai 2007,. Il atteint la 120e place des classements français, et se vend à plus de 7 000 exemplaires. Il est unanimement salué par le public, la critique et les amateurs de hip-hop. L'album est distribué par Just Like, et produit avec Label Rouge.
Pour la promotion de l'album, il fait de nombreux concerts en France, en Suisse, en Belgique et en Allemagne entre 2007 et 2009. Son concert du 18 janvier 2008 à la Maroquinerie à Paris est publié en DVD. Concernant ce concert, Flynt explique : « Le concert à la Maroquinerie c’était mon premier concert : enfin premier vrai concert « Flynt à Paris », où c’était moi que les gens venaient voir. On a fait complet quelques jours avant, donc ça a été une bonne surprise, et puis c’était un concert mortel : tu étais là d’ailleurs, tu as écrit un article sur ce concert, il y a d’ailleurs quelques petites fautes d’orthographe (rires) : sérieux par exemple, au début il y a écrit Shido, et à la fin il s’appelle ShiNo, moi l’orthographe j’adore ça, je suis peut être l’un des rares Mc qui aime l’orthographe (rires)… » Toujours en 2007, il annonce un clip intitulé La gueule de l’emploi en featuring avec Sidi Omar.
En 2008, Flynt décide de se reposer et de se consacrer à son quotidien.

### Itinéraire bis
Il publie son deuxième album, Itinéraire bis, le 15 octobre 2012, avec notamment un featuring avec Orelsan sur la chanson Mon pote, dont le clip, réalisé par Francis Cutter, est considéré comme un des meilleurs clips de rap français jamais réalisé. Itinéraire bis atteint la 40e place des classements français.
Concernant son retour, il explique : « Je n’ai jamais arrêté de faire du rap. Quand tu choisis l’indépendance, tu as moins d’argent et tu dois faire plus de choses tout seul. Ça vaut le coup, parce que je suis totalement libre. Mais tes projets prennent plus de temps à éclore. »

### Ca va bien s'passer
Le 26 octobre 2018 Flynt sort son 3ème album "Ca va bien s'passer" sur lesquels sont invités JeanJass, Sofiane Pamart, Sopico, H24 et Nasme.

## Thèmes
Les thèmes de prédilection de Flynt sont le rap, l’amour, les relations humaines, le sens de la vie, le temps qui passe, l'argent, sa ville Paris, la santé mentale, la société... entre autres. L'égotrip et le story telling font partie de son registre. Concernant l'écriture de ses chansons, il explique : « [...] Ma règle, c’est de sortir les meilleurs lyrics possible sur les meilleurs sons possible en rappant le mieux possible. »

## Discographie

### Apparitions
- 1999 : E.T.A feat. Buffalo Soldiers, Carré D'As, Flynt & Ab Solo - Rien à perdre (sur l'EP Coup d'Eta d'E.T.A)
- 2000 : Flynt & M. Lord - freestyle (sur la compilation Quality Streetz Vol. 1)
- 2001 : Joe Lucazz, Flynt, Neo Kunta & Grodash - Street life (sur la mixtape 1001 raisons)
- 2002 : Flynt - Le choc frontal, et Flynt, Mokless' & Koma - Vieux avant l'âge (sur la compilation Explicit Dixhuit)
- 2002 : La Sanktion feat. Flynt, Joe Lucazz & Ol' Kainry - Rester Vrai (sur l'EP Du Bitume, De L'Esprit, Et De La Rage... de La Sanktion)
- 2003 : Para One feat. Flynt, Iris & Lyricson - Crazy (sur l'EP de Para One)
- 2004 : Flynt - Les uns, les autres (sur la compilation Néochrome 3)
- 2004 : Octobre Rouge feat. Flynt & Rapp' Dezé - Bénévole part 2 (sur la compilation Son, Sex & Skunk d'Octobre Rouge)
- 2005 : Participe avec de nombreux artistes à La Continuité (sur l'EP Algerie Solidarité)
- 2005 : Joe & Cross feat. Flynt - Prouesse (sur l'album Marche Avec Nous de Joe & Cross)
- 2005 :  Seth Gueko feat. Flynt & Mokless - Je Voulais (sur la mixtape Barillet Plein de Seth Gueko)
- 2006 : Tepa feat. Flynt - Dossard 18 (sur la mixtape Dernier Survivant de Tepa)
- 2006 : C-Sen, Flynt & Dabaaz - Fallait Pas Confondre (sur la compilation Tracklist 5th Birthday)
- 2007 : Sidi-O feat. Aketo & Flynt - Mille fois dans le même trou (sur l'album Extrait d'amertume de Sidi-O)
- 2007 : Zakariens feat. Test, Reeno, Aïckone, Sidi O, Nesta, Freko Ding & Flynt - Avec ce qu'on a (sur l'album Avenir en suspens de Zakariens)
- 2008 : C-Sen, Dar.C & Dino feat. Flynt - 6G (sur la compilation Beatstreet Volume 2)
- 2009 : Les grandes gueules feat. Flynt - Vers le bas (sur l'album Au paradis d'enfer des Grandes gueules)
- 2010 : Flynt & Nasme - Rap Theorie (sur la compilation Appelle moi MC)
- 2010 : Popo, Flynt, 2spee Gonzales & Keus.T - On est al (sur la compilation Pièces à conviction)
- 2012 : H.A.S. feat. Flynt - Relativise (sur l'album Mon manège en chantier de H.A.S.)
- 2014 : Crown feat. Akhenaton, Flynt, Lil' Dap & PMD - The Message (sur l'album Pieces to the puzzle de Crown)
- 2014 : Gino feat. Flynt - Tête haute (sur l'album Ground Zero  de Gino)
- 2015 : Lino & Flynt - Appelle-moi MC (sur la compilation Appelle-moi MC Vol.2  de DJ Blaiz)
- 2016 : A2H feat. Flynt - À la base (sur l'album Libre d'A2H)
- 2018 : Seth Gueko, Flynt, Sinik, Jazzy Bazz, Kool Shen - Paris Street (sur l'album Destroy de Seth Gueko)
- 2021 : Flynt, Limsa d'Aulnay, Ol'Zico  - Gunners (sur la compilation All Star Game de Mani Deïz)
- 2023 : Sheldon & Flynt - Seul(s) (Sur l'album Seul(s) de Sheldon)

### Autres
- 2006 : No Child Soldiers : réalisateur du disque
- Hall of Fame Classics vol. 1&2 (K7) [réf. nécessaire]